# Phyllocnistis sexangula
Phyllocnistis sexangula är en fjärilsart som beskrevs av Edward Meyrick 1915. Phyllocnistis sexangula ingår i släktet Phyllocnistis och familjen styltmalar.
Artens utbredningsområde är Peru. Inga underarter finns listade i Catalogue of Life.